# کورنتا شرآل
کورنتا شرآل (فرانسوی: Corentin Cherhal‎؛ زادهٔ ۱۹ ژانویهٔ ۱۹۹۴ ‏(۳۱ سال)) دوچرخه‌سوار اهل فرانسه است.
از باشگاه‌هایی که در آن رکاب زده‌است می‌توان به تیم دوچرخه‌سواری نووو نوردیسک اشاره کرد.